# Glenn Loovens
Glenn Loovens (ur. 22 października 1983 w Doetinchem) – holenderski piłkarz, występujący na pozycji obrońcy w Sheffield Wednesday.
Glen Loovens jest wychowankiem wielokrotnego mistrza Holandii Feyenoordu. W pierwszym zespole zadebiutował w sezonie 01-02, w meczu przeciwko PSV Eindhoven. Był to sezon szczególny dla drużyny z Rotterdamu, gdyż wtedy to Feyenoord sięgnął po Puchar UEFA. Udział Loovensa w tym sukcesie był jednak nikły, gdyż jego debiut w europejskich pucharach miał miejsce następnym sezonie, na stadionie olimpijskim w Kijowie, w meczu z miejscowym Dynamem.
Następne trzy sezony Loovens spędził na wypożyczeniach w trzech różnych klubach, zaliczając jednak kilka występów w barwach Feyenoordu. Podczas pobytu w Cardiff City Loovens spisywał się na tyle dobrze, że włodarze klubu z Walii postanowili sprowadzić go na stałe. W Cardiff Holender spędził dwa sezony, przez cały ten okres będąc zawodnikiem pierwszego składu.
Jego dobra gra w Championship przyciągnęła uwagę skautów Celticu Glasgow. Zainteresowanie to zaowocowało sprowadzeniem holenderskiego obrońcy na Celtic Park. Loovens zadebiutował w barwach swojego nowego zespołu w wygranym 3-0 meczu z Falkirk 23 września.
W 2012 roku Loovens przeszedł do Realu Saragossa.
Loovens był reprezentantem Holandii do lat 21, a także zagrał dwa mecze w reprezentacji seniorów w 2009 i 2010.